# ハナ (マウイ島)

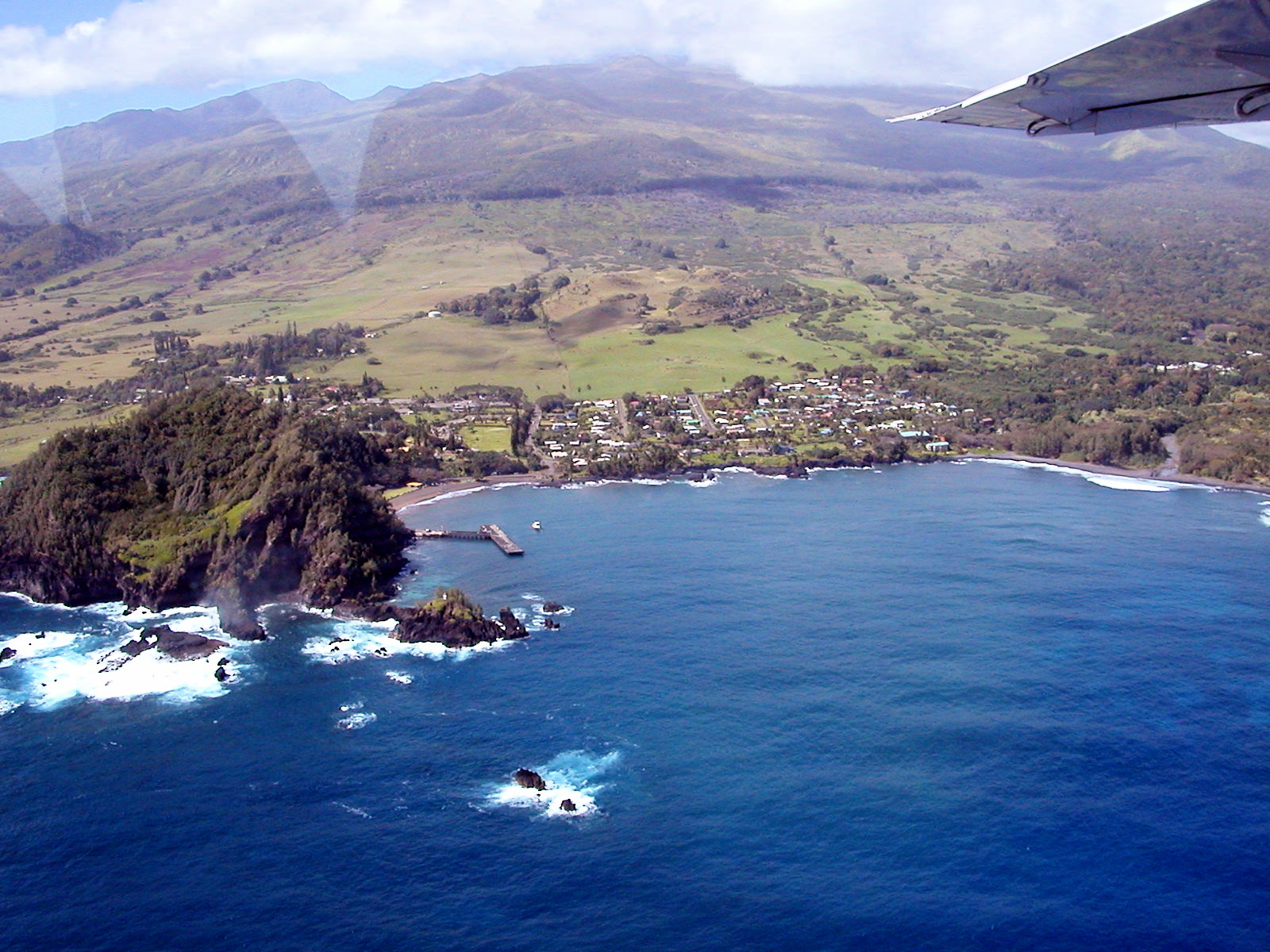
マウイ島ハナの空中写真（2006年）

ハナ（英語: Hana, Maui Island）はアメリカ合衆国ハワイ州マウイ島の東端にある村で、マウイ島のキヘイなどの中心地から最も遠い所である。ハワイ王朝のカアフマヌ女王の誕生地、初めて大西洋を飛行機で無着陸横断したチャールズ・リンドバーグの終焉地としても知られている。

## 歴史

ハワイ王朝時代ののハナ地区

現在のハナ地区

500～800年ごろ、ハワイ先住民がマウイ島にも来たとされていて、15世紀にはピイラニ・ヘイアウ（Pi’i-lani Heiau）も作られた。 
ハナでは、最初のサトウキビ農園が1849年に開かれている。1883年までには6つのサトウキビ農園があったが、1946年にはサトウキビ農園はすべて閉鎖されて、農園労働者は島の西方面へ移動した。同年に、カウイキ・イン（Ka-'uiki Inn）が開業してハナでも旅行業がスタート、これはその後現在のホテル・トラヴァアサ・ハナ（Hotel Travaasa - Hana）となっている。
1926年には、曲りくねって素晴らしい眺めのハナ・ハイウェイ（Hana Highway）が開通し、石ころ道であったが、初めて車でハナへ来れるようになった。 20世紀初頭には、ハナの人口がこれまで最高の3,500人に達した。2010年の人口調査では、ハナの人口は1,235人で、所帯数は390、家族数は252であった。 
ハナには、ハナ高校・小学校（Hana High and Elementary School）ができている。

## 地理と気候
ハナは北緯20度46分12秒 西経155度59分39秒 / 北緯20.77000度 西経155.99417度座標: 北緯20度46分12秒 西経155度59分39秒 / 北緯20.77000度 西経155.99417度に位置してる。マウイ島東部のハレアカラ山の東の麓にある。「ハナ国勢調査指定地域」になっていて、 それによると11.7平方マイル（30.3平方キロメートル）、その内10.5平方マイル（27.3平方キロメートル）は地面で、1.2平方マイル（3.0平方キロメートル、9.77%）は水面である。
気候的には、ハナは暑く、多雨で、廻りは熱帯雨林である。

## 交通
ハナ空港（Hana Airport）へはハワイ島、カフルイ、オアフ島から定期便がある。全面舗装のハナ・ハイウェイ（Hana Highway）があり、曲りくねったすばらしい眺めの道路である。これが開通するまでは、空路または海路に寄った。

## 名所

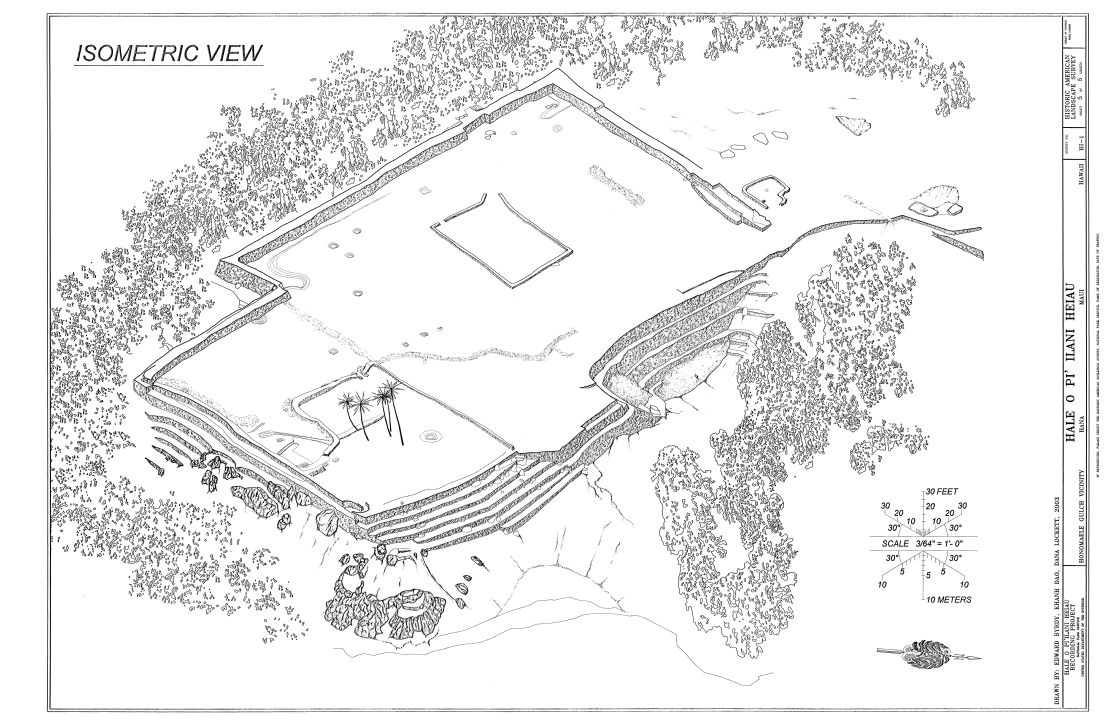
Hale O Pi' Ilani Heiauは近くの谷にある

- ピラニ・ヘイアウ（Piʻilanihale Heiau） - ハワイで最大のヘイアウといわれている
- カハヌ園（Kahanu Garden）
- カイア牧場熱帯植物園（Kaia Ranch Tropical Botanical Gardens）
- ハモア・ビーチ（Hamoa Beach）
- ハナ・ビーチ・パーク（Hana Beach Park）
- ハナ野球場（Hana Ball Park）
- パイロア湾（Pailoa Bay）
- ワイアナパナパ州立公園（Wai'anapanapa State Park）
- ハセガワよろず屋（Hasegawa General Store）

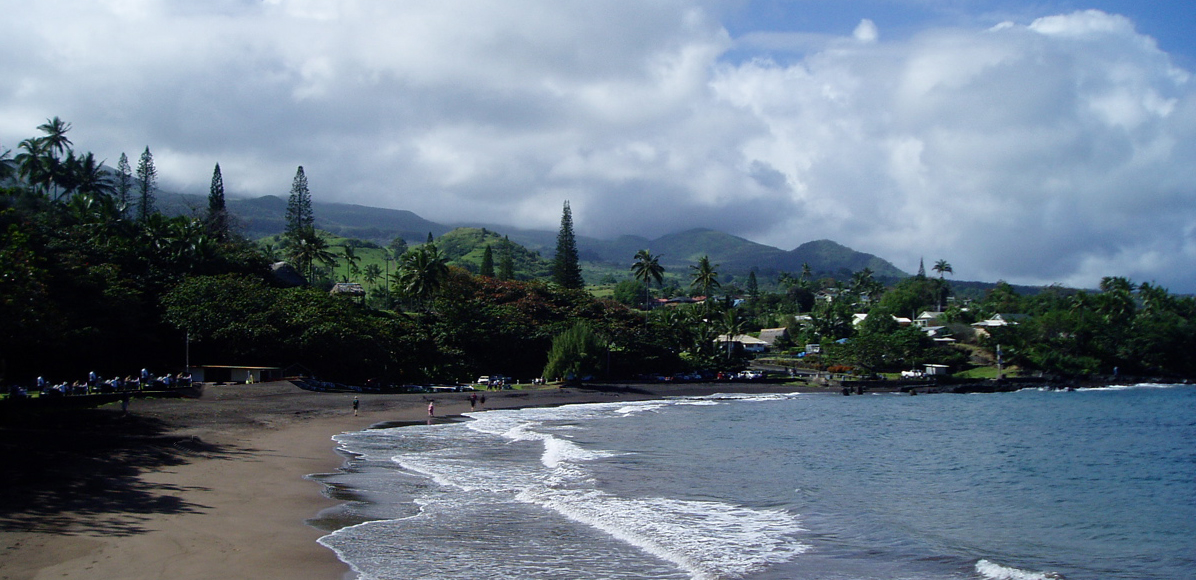
ハナ・ビーチ・パーク
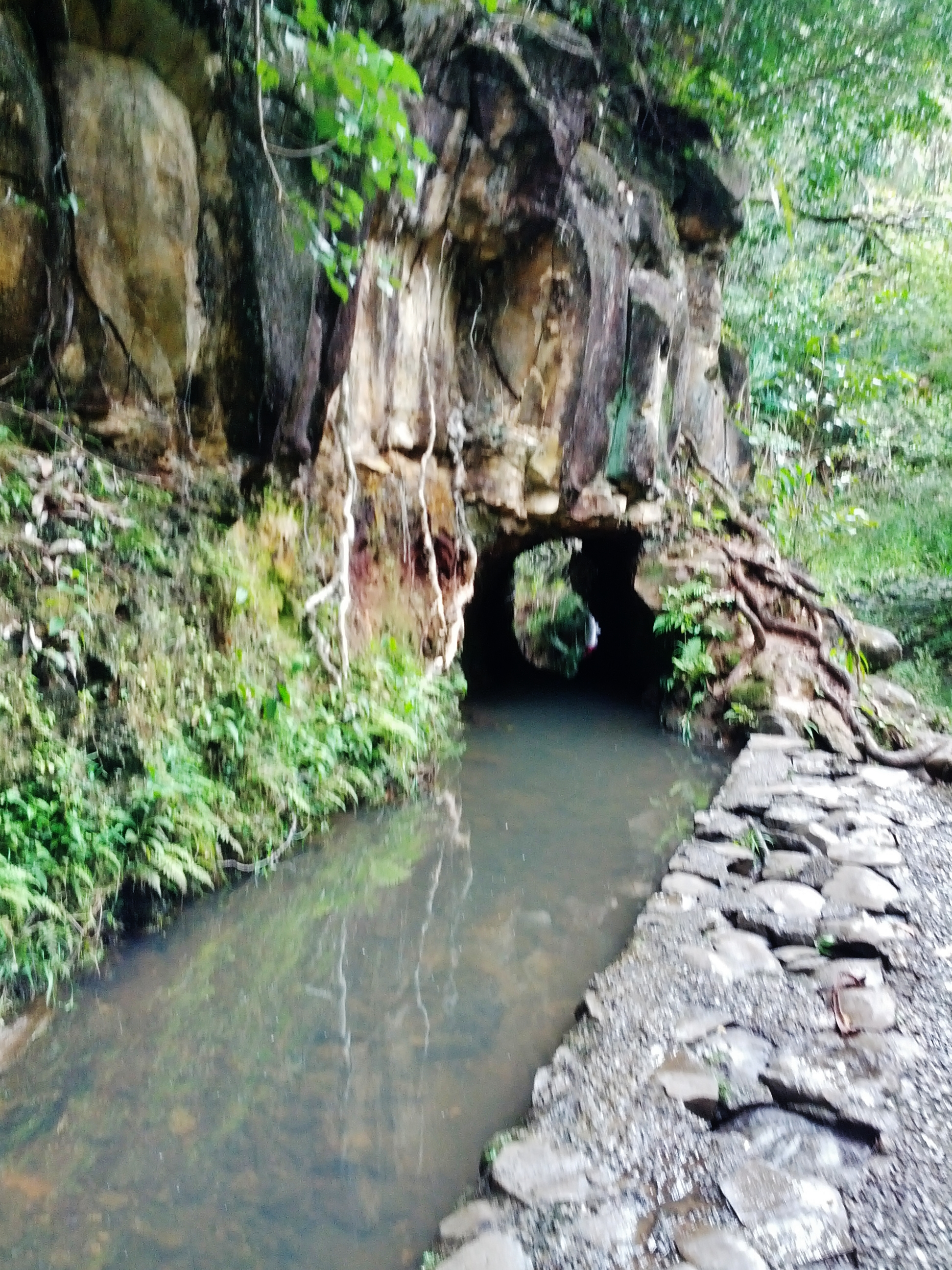
サトウキビ農園への水路の遺構
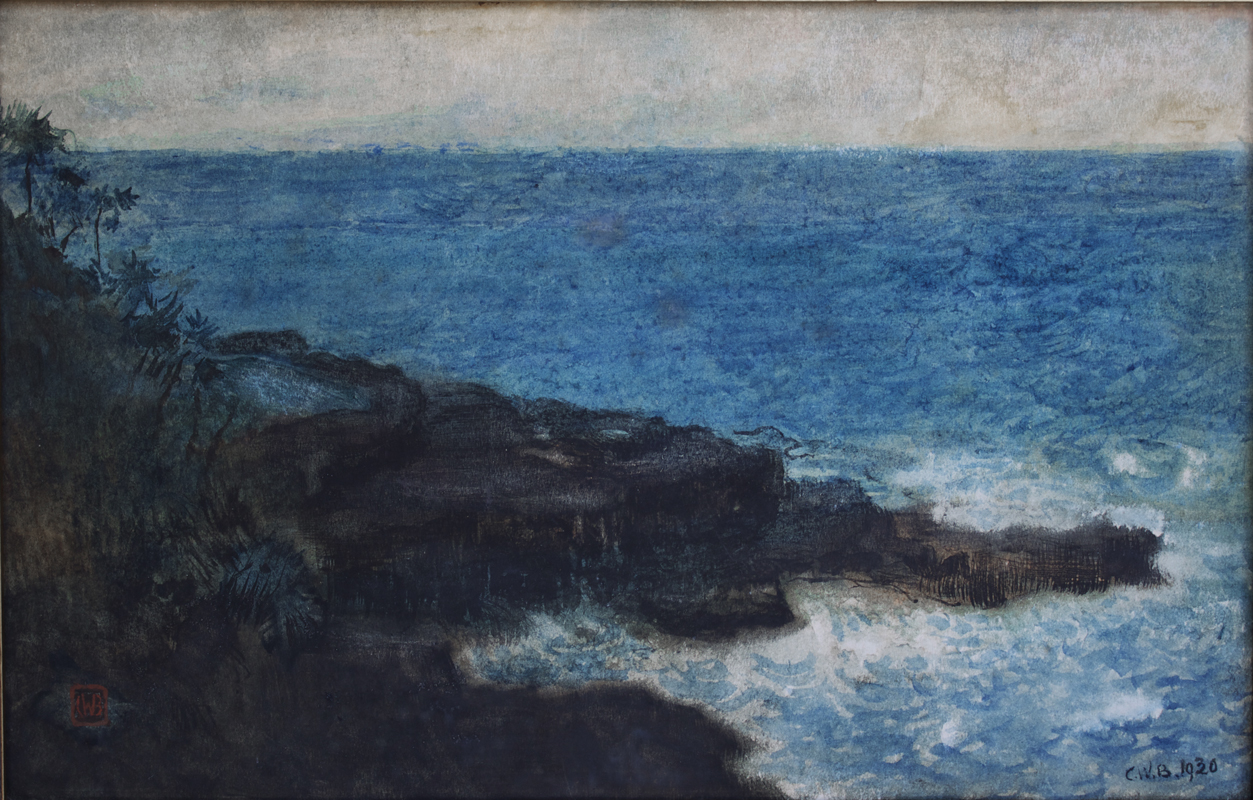
マウイ島ハナの海岸（チャールズ・ウィリアム・バートレット画）
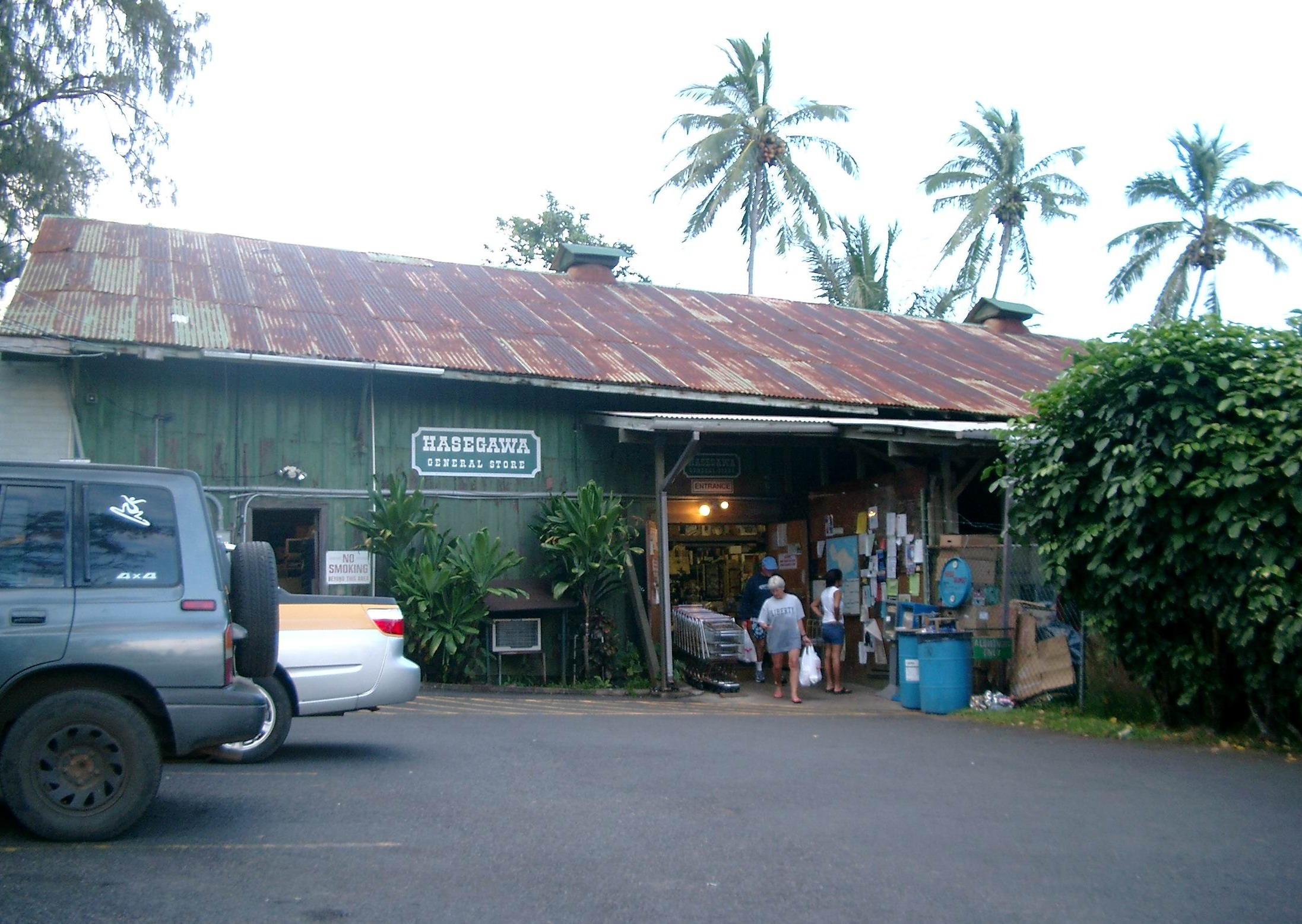
ハセガワよろず屋

## ハナに関連した有名人
- カアフマヌ女王 - ハナ近くの洞窟でで生まれたといわれている
- チャールズ・リンドバーグ - 晩年はハナに住んで、ここで亡くなった
- パット・ベネター - 女性歌手

## 参照項目
- ハワイ王朝
- ハレアカラ国立公園